# Germaine Krull

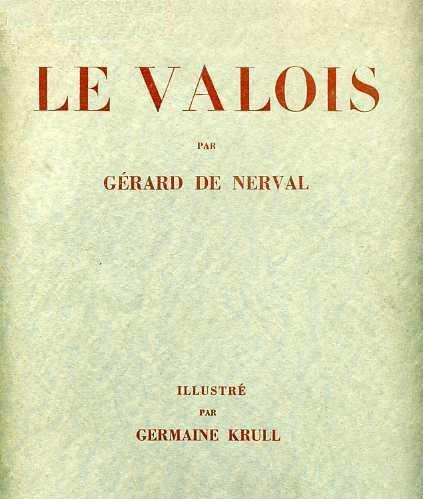
Gérard de Nerval-Le Valois, ilustrace: Germaine Krull

Erotická fotografie, asi 1916

Germaine Krull (20. listopadu 1897 Posen-Wilda – 31. července 1985 Wetzlar) byla německá fotografka.

## Život a dílo
Hlavním námětem její práce byla reklamní a experimentální fotografie. Publikovala v různých časopisech, jako například Voila, Bifur a Vu. Ve své první knize "Métal", která byla zveřejněna v roce 1927, dokumentovala svědectví o probíhající technologické revoluci. Krull udržovala úzký kontakt s dalšími umělci a fotografy žijícími v Paříži, jako byli například Man Ray, Sonia a Robert Delaunayovi, Eli Lotar a André Kertész.
Společně s André Kertészem se podílela na fotografických výstavách. Ve dvacátých letech v Americe pracovala se surrealistickou skupinou v čelem s Man Rayem s tématem lesbické fotografie a vytvořila sérii aktů s lesbickými sexuálními motivy. Otevřeným způsobem tak reflektovala tuto problematiku.
Podobně jako Lucia Moholyová, Florence Henri nebo Aenne Biermann byla Germaine Krull zastoupena na mezinárodních fotografických výstavách na počátku 30. let.
Po vypuknutí druhé světové války Krull bydlela dočasně v Brazílii a Africe, kde pracovala pro organizaci Francie Libre. Jako jedna z prvních ženských válečných dopisovatelů šla v roce 1946 do Indočíny. V letech 1947 – 1966 pracovala jako vedoucí Hotelu Oriental v Bangkoku. Pak se přesunula do Indie. Germaine Krull vždy respektovala lidskou nezávislost a žila jako občan světa na třech kontinentech.
Několik jejích fotografií vlastní Muzeum moderního umění v San Franciscu.
V její tvorbě se dá pozorovat přechod od piktorialismu k mezinárodní umělecké avantgardě, měla blízko k Bauhausu, sovětský konstruktivistům (Alexandr Rodčenko), francouzskému surrealismu (série Métal, 1928, 100 x Paris., 1929, Études de nus, 1931). Její kolegové a nejbližší spolupracovníci byli Brassai, Man Ray, André Kertész, László Moholy-Nagy nebo Henri Florence. Germaine Krull je také přiřazována ke skupině Nové vidění (Neues Sehen), které vzniklo oddělením od výtvarné školy Bauhaus.

## Knihy Germaine Krull
- Germaine Krull: 100 x Paris. Berlín 1929
- Germaine Krull & Dorothea Melchers: Bangkok. Siams City of Angels. Londýn 1964
- Germaine Krull & Dorothea Melchers: Tales from Siam. Londýn 1966
- Germaine Krull: Métal. Paříž 1928. Folioausgabe mit 64 losen Bildtafeln im Lichtdruckverfahren hergestellt, Texty: Florent Fels; Verlag: Librairie des Arts Décoratifs, A. Calavas, Editeur, Paříž; Neuauflage 2003 als Faksimile; herausgegeben von Ann und Jürgen Wilde, Zülpich mit einer zusätzlichen Textbroschüre in drei Sprachen (Französisch, Englisch und Deutsch); im Schuber, nummerierte Ausgabe, Auflage 1000; Druck: Salto, Belgien. Vorzugsausgabe mit einem Originalfoto noch 1978 von Germaine Krull signiert "Shell", 1929; in einer Auflage von 50 Exemplaren, diese Ausgabe im Leinenschuber.